# Street casting
Street casting – szeroko rozumiany proces poszukiwania aktorów (nieprofesjonalnych, tzw. naturszczyków), epizodystów i statystów na ulicy albo w dowolnym innym miejscu, w którym można znaleźć odpowiednią osobę. Terminu „street casting” używa się szerzej do opisu części pracy nad obsadą polegającej na znalezieniu aktorów nieprofesjonalnych. International Casting Directors Network (ICDN) wyróżnia street casting jako specjalizację, nie wyróżniając przy tym osobno castingu aktorów nieprofesjonalnych. Słownik terminów branży filmowej nie jest jednolity, terminy używane bywają wymiennie: street casting, casting terenowy, real people casting. 

## Przykłady
Filmy i seriale, w których reżyserzy i reżyserzy castingowi prowadzili street casting:
- American Honey 2016 reż. Andrea Arnold – casting głownej roli: Star (Sasha Lane)[4],
- Infamia 2023 reż. Anna Maliszewska i Kuba Czekaj.